# Fort Invincible
Pour plus de détails, voir Fiche technique et Distribution.

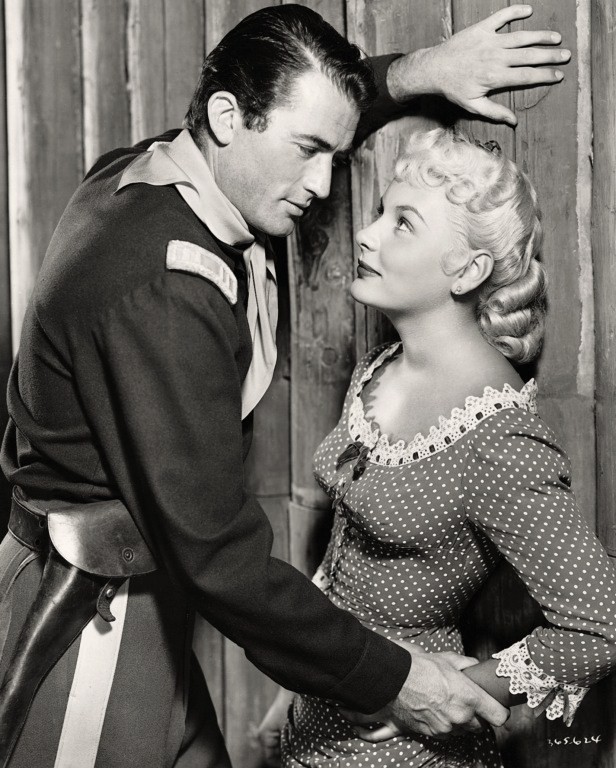
Gregory Peck et Barbara Payton

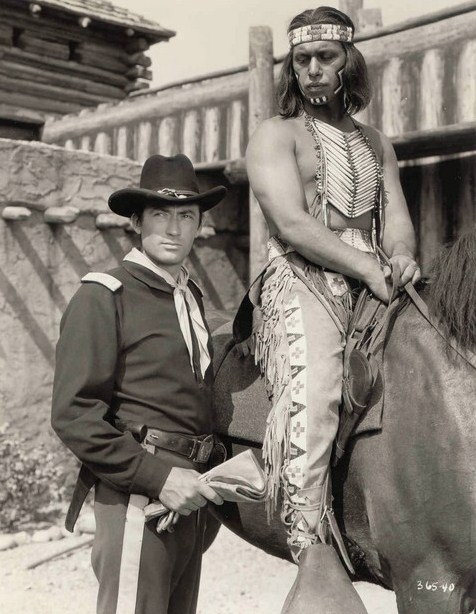
Gregory Peck et Michael Ansara

Fort Invincible (Only the Valiant) est un film américain réalisé par Gordon Douglas, sorti en 1951.

## Synopsis
La guerre indienne fait rage lorsque le lieutenant Holliway, parti en mission en territoire apache. Sans nouvelles de sa part, le détachement qui devait conduire le chef indien Tucsos a été massacré. Le capitaine Richard Lance est soupçonné de l'avoir envoyé à la mort sous prétexte qu'il était un rival en amour de la belle Cathy Eversham. Pour prouver le contraire, il décide avec douze hommes d'occuper « Fort Invincible », une position contrôlant un défilé par lequel font irruption les tribus indiennes.

## Fiche technique
- Titre original : Only the Valiant
- Titre français : Fort Invincible
- Réalisation : Gordon Douglas
- Assistant : William Kissel
- Scénario : Edmund H. North et Harry Brown d'après le roman Only the Valiant de Charles Marquis Warren
- Direction artistique : Wiard Ihnen
- Décors : Armor Marlowe
- Costumes : Leah Rhodes
- Photographie : Lionel Lindon
- Son : Leslie G. Hewitt
- Musique : Franz Waxman
- Montage : Walter Hannemann et Robert Seiter
- Production : William Cagney (non crédité)
- Société de production : William Cagney Productions
- Société de distribution : Warner Bros. Pictures
- Pays de production : États-Unis
- Format : Noir et blanc - 35 mm — 1,37:1 - Son Mono (RCA Sound System)
- Genre : Western
- Durée : 105 minutes
- Dates de sortie : 
  - États-Unis : 13 avril 1951 (Première à New York)
  - France : 15 février 1952 / 6 mars 2012 (en DVD)

## Distribution
Note : 1er doublage (1952) ; 2e doublage (2012).
- Gregory Peck (VF : Marc Valbel) / (VF : Damien Boisseau) : le capitaine Richard Lance
- Barbara Payton : Cathy Eversham
- Ward Bond (VF : Pierre Morin) : le caporal Timothy Gilchrist
- Gig Young (VF : Pierre Paulet) / (VF : François Santucci) : le lieutenant William Holloway
- Lon Chaney Jr. : le soldat Kebussyan
- Neville Brand (VF : Roger Rudel) : le sergent Ben Murdock
- Jeff Corey (VF : Claude Peran) : Joe Harmony, le narrateur
- Warner Anderson (VF : Maurice Dorleac) : le soldat Rutledge
- Art Baker : le capitaine Jennings
- Nana Bryant (VF : Cécile Didier) : Mme Drumm
- Michael Ansara : Tucsos
- Herbert Heyes (VF : Abel Jacquin) : le colonel Drumm
- Dan Riss (VF : Michel Gudin) : le lieutenant Jerry Winters
- Hugh Sanders : le capitaine Eversham
- John Halloran (non crédité) : une sentinelle

 Source et légende : version française (VF) sur RS Doublage et selon le carton du doublage français sur le DVD zone 2.